# Secretaría Nacional de los Gremios
La Secretaría Nacional de los Gremios fue un organismo de la dictadura militar de Chile dirigido a las organizaciones gremiales, dependiente del Ministerio Secretaría General de Gobierno a través de su División de Organizaciones Civiles.

## Historia
Fue creada en abril de 1974 como forma de colaborar en la relación entre la dictadura militar y los distintos gremios u organizaciones empresariales y afines. Algunos de sus miembros y cargos directivos fueron Eduardo Boetsch (quien había sido miembro del Consejo Político del Frente Nacionalista Patria y Libertad) y Misael Galleguillos (líder del Movimiento Revolucionario Nacional Sindicalista).
Entre las actividades que desarrolló la Secretaría Nacional de los Gremios estuvo la de organizar las celebraciones del Día del Trabajo el 1 de mayo (denominado en aquel entonces «Fiesta Nacional del Trabajo»), así como crear en 1977 una «Escuela Sindical de Chile» que pretendía entregar capacitación a los dirigentes, y desarrollar hacia 1979 cuatro departamentos: Acción Gremial, Difusión, Estudios Gremiales y Secretarías Regionales, los cuales estarían encargados principalmente de dar a conocer el Plan Laboral que implementaría el régimen militar.
Diversas investigaciones han señalado la participación de miembros de la Secretaría Nacional de los Gremios, en conjunto con la Dirección de Inteligencia del Ejército (DINE), en el asesinato del líder sindical Tucapel Jiménez en 1982.
La Secretaría Nacional de los Gremios fue disuelta el 4 de febrero de 1991 por la Ley 19032, firmada por el presidente Patricio Aylwin, mediante la cual se derogó el Decreto 11 de 1976 que establecía las atribuciones de la Secretaría General de Gobierno y las distintas organizaciones pertenecientes a él.

## Funciones
Según el artículo 12 del Decreto 11 del 30 de noviembre de 1976 tenía como función principal «colaborar en la relación del Supremo Gobierno con las organizaciones laborales, empresariales y colegios profesionales, y a la integración del trabajador en el desarrollo cultural, social y económico del país». Sus objetivos específicos eran:
- Incentivar la participación de los profesionales, empresarios y trabajadores en funciones gremiales, sociales, culturales y económicas.
- Propender a la formación integral de los trabajadores.
- Propiciar la creatividad del trabajador y de sus organizaciones.

## Secretarios nacionales
- Rafael Quevedo (13 de marzo de 1975-1977)[7]
- Misael Galleguillos Vásquez (1977-1982)[8]
- José Fernández Jorquera (1982-1984)
- Patricio Bellolio Rodríguez (1984-1987)[9]